# Antonio Sciesa (sous-marin)
Le Antonio Sciesa est un sous-marin océanique italien de la classe Balilla construit à la fin des années 1920 pour la Marine royale italienne. 
Le nom du sous-marin est un hommage à Amatore Sciesa (1814-1851), un patriote italien. Il était également connu sous le nom d'Antonio Sciesa, en raison d'une erreur de transcription signalée après plusieurs recherches et études de l'écrivain Leo Pollini.

## Conception et description
La conception de la classe Balilla consistait en une solide double coque qui donnait aux navires une profondeur de plongée maximale de 110 m (350 pieds), bien que le Domenico Millelire ait atteint 122 m (400 pieds) lors d'essais. Les sous-marins ont déplacé 1 427 tonnes en surface et 1 874 tonnes en plongée. Ils mesuraient 86,5 m de long, avaient une largeur de 7,8 m et un tirant d'eau de 4,7 m. Les sous-marins étaient considérés comme ayant une faible stabilité.
Les sous-marins étaient propulsés par deux moteurs diesel Fiat pour la navigation de surface et deux moteurs électriques Savigliano pour l'entraînement de deux arbres en immersion. Ces derniers produisaient respectivement 4 900 ch (3 700 kW) et 2 200 ch (1 600 kW). Le second moteur diesel était destiné à des usages auxiliaires et à la recharge des batteries, ce qui était une nouveauté au moment de la construction des sous-marins. Les sous-marins ont ainsi atteint une vitesse de 16 nœuds (30 km/h) en surface et de 7 nœuds (13 km/h) en immersion. Cependant, la conception initiale prévoyait la possibilité d'atteindre une vitesse de 17,5 nœuds (32,4 km/h) en surface et de 8,9 nœuds (16,5 km/h) en immersion. Les sous-marins de la classe Balilla avaient une autonomie de 13 000 milles nautiques (24 000 km) à 10 noeuds (19 km/h).
La classe Balilla était armée de six tubes lance-torpilles de 533 mm (21 pouces), dont quatre situés à l'avant et deux à l'arrière. Les sous-marins transportaient un chargement de 16 torpilles, avec deux recharges pour chaque tube de proue et une recharge pour chaque tube de poupe.
La classe était également armée d'un canon de pont de 120 mm (5 pouces)/de calibre 27, modèle 1924, qui était placé dans un support blindé dans la partie avant de la tour de contrôle (kiosque). En 1934, la classe a subi un réaménagement qui a permis de transformer le modèle du canon par un de 120 mm (5 pouces) de calibre 45. Les navires ont également reçu deux mitrailleuses de 13,2 mm (0,52 in) placées dans deux affûts simples,.

## Construction et mise en service
Le Antonio Sciesa est construit par le chantier naval Odero-Terni-Orlando (OTO) de La Spezia en Italie, et mis sur cale le 20 mai 1925. Il est lancé le 18 août 1928 et est achevé et mis en service le 14 avril 1929. Il est commissionné le même jour dans la Regia Marina.

## Histoire du service
Le 14 septembre 1933, avec son navire-jumeau (sister ship) Enrico Toti, le Antonio Sciesa quitte La Spezia sous le commandement du capitaine de frégate Carlo Savio pour une croisière par le canal de Suez vers la mer Rouge, puis vers l'Afrique et de nouveau vers la Méditerranée par le détroit de Gibraltar. Le but du voyage était de vérifier les performances de ces unités dans les mers chaudes; les sous-marins ont fait escale à Port Saïd, Massawa, Aden, Mogadiscio, Kismaayo, Mombasa, Zanzibar, Dar es Salaam, Diego Suarez, Lourenço Marques, Durban, Le Cap, Walvis Bay, Lobito, São Tomé, Takoradi, Dakar, Porto Praia, Las Palmas, Gibraltar et Barcelone, pour finalement atteindre leur destination le 25 février 1934, en faisant preuve de bonnes qualités.
En novembre 1936, il fut l'un des premiers sous-marins italiens envoyés clandestinement pour soutenir les forces de Franco dans la guerre civile d'Espagne ; il n'eut aucun succès.
Lorsque l'Italie est entrée dans la Seconde Guerre mondiale, le 10 juin 1940, il a été envoyé en mission offensive au large de Cattaro, et est revenue le 21,.
Le 9 juillet, il tombe dans une embuscade au nord du Cap Passero, et rentre à sa base deux jours plus tard.
Le 14 août, il quitte Augusta pour une patrouille au large des côtes nord-africaines, mais deux jours plus tard, il doit interrompre la mission en raison d'une panne et d'une réparation à Brindisi.
Le 12 décembre, il est envoyé au nord de l'embouchure du Nil. Six jours plus tard, il écoute sur l'hydrophone le bruit d'autres navires, mais ne les voit pas ; la mission se termine le 21 décembre.
En mars 1941, il est mis en sommeil et reste dans cet état jusqu'en mai 1942.
Le 1er juin 1942, il est remis en service opérationnel, avec le lieutenant de vaisseau Raul Galletti comme commandant ; il est affecté à des missions de transport vers la Libye,..
Le 29 juin, il a quitté Tarente avec à son bord 64 tonnes de carburant et 4 tonnes de provisions destinées à Marsa el Hilal. À son arrivée en Libye le 3 juillet, il a reçu la visite de Benito Mussolini. Le 6, il est parti et a atteint Tarente trois jours plus tard.
Le 24 juillet, il a quitté Tarente avec une cargaison de 71,6 tonnes de fournitures et d'essence pour Tobrouk. Il est arrivé à destination quatre jours plus tard, a déchargé les fournitures et est reparti le lendemain, arrivant à la base des Pouilles le 3 août.
Le 19 août, il a quitté Tarente pour transporter 73 tonnes de nourriture et de munitions à Benghazi. Il est arrivé à la base libyenne le 22 et est repartie le lendemain après avoir immobilisé la cargaison, pour revenir à Tarente le 26 août.
Le 1er octobre, il a repris la mer depuis Tarente, à destination de Benghazi avec 71,9 tonnes de provisions, de munitions et d'argent de la Banque d'Italie. Il est arrivé à Benghazi le 5, a déchargé le matériel et est reparti dans la journée. Le lendemain, à 21h15, il lance une torpille contre un sous-marin repéré à la surface et apparemment stationnaire, percevant une forte explosion et croyant donc l'avoir touché et coulé alors qu'il tentait de plonger, se mettant à la recherche infructueuse de survivants (il n'y a pas de nouvelles de pertes ou de dommages de sous-marins anglais dans cette zone et à cette période) ; il accoste dans la capitale des Pouilles le 8 octobre,.
Le 30 octobre, il quitte Tarente, mais il doit faire marche arrière et revenir le lendemain, en raison d'une panne.
Le 3 novembre, il quitte la base des Pouilles avec 85 tonnes de munitions, arrivant à Tobrouk trois jours plus tard .
Vers quatre heures de l'après-midi du même jour, alors qu'il déchargeait des munitions, il est attaqué par des avions et touché par trois bombes : 5 officiers et 18 sous-officiers et marins sont tués, et le sous-marin est immobilisé au sol pour éviter qu'il ne coule,..
Le 12 novembre, avec la chute imminente de Tobrouk entre les mains des Britanniques, l'épave du Sciesa est minée et explose,.
En 1949, la société génoise de l'ingénieur Bruzzo a envoyé un groupe de techniciens italiens à Tobrouk. Après des travaux de réparation diligents sur la coque par des plongeurs hautement professionnels, le sous-marin a refait surface et a été localisé dans le port de Tobrouk, où il a subi un entretien minutieux qui a duré environ un an. Au début, la décision de rentrer en Italie avec ses propres moyens semblait se dessiner, mais l'idée fut ensuite abandonnée en raison de l'inadéquation du sous-marin pour faire face aux embûches de la mer. Finalement, la décision fut prise de faire venir d'Italie deux remorqueurs de haute mer pour les remorquer jusqu'au port de Tarente. 
Il avait effectué en tout 12 missions de guerre : 4 offensives, 6 de transport (amenant à destination en tout 369,5 tonnes de ravitaillement) et 2 de transfert.